# Black Lagoon
Black Lagoon (jap. ブラックラグーン Burakku Ragūn) – manga stworzona przez Reia Hiroe, publikowana na łamach magazynu „Gekkan Sunday GX” od kwietnia 2002. 
Na podstawie mangi powstała seria anime. Premiera anime odbyła się na Międzynarodowym Tokijskim Konwencie Fanów Anime w marcu 2006 roku, а emisja w Japonii została rozpoczęta 9 kwietnia 2006. Ostatni odcinek pierwszego sezonu został wyemitowany 25 czerwca. Drugi sezon, zatytułowany Black Lagoon: The Second Barrage, był emitowany w Japonii od 2 października do 18 grudnia 2006. 
17 listopada 2018 roku podano do informacji, że w Japonii wydrukowano łącznie 7 milionów kopii mangi.
W Polsce manga wydana została przez wydawnictwo Waneko. Anime wyemitował kanał Hyper.

## Fabuła
Historia opowiada o grupie najemników znanych pod nazwą Lagoon Company, która zajmuje się szmuglem towarów na morzach południowo-wschodniej Azji na początku lat 90. Działalność grupy jest prowadzona z bazy operacyjnej usytuowanej w fikcyjnym mieście Roanapur w Tajlandii, dokąd na łodzi PT Black Lagoon transportują przemycane towary. Lagoon Company ubija interesy z różnymi klientami, ale ma szczególnie przyjazne stosunki z rosyjską mafią Hotel Moscow. Grupa bierze udział w różnych misjach, do których zaliczają się brutalne starcia z użyciem broni palnej, bójki na pięści i bitwy morskie w różnych miejscach Azji południowo-wschodniej. W wolnym czasie członkowie grupy Black Lagoon przebywają w The Yellow Flag (Żółtej Fladze), barze w Roanapur.

## Główni bohaterowie
Rokuro Okajima (jap. 岡島緑郎 Okajima Rokurō) / Rock (jap. ロック Rokku)
Początkowo pracownik wielkiej korporacji, jego życie całkowicie się zmienia, gdy zostaje porwany przez grupę Black Lagoon. Po dłuższym przebywaniu wśród tych ludzi sam zauważa u siebie objawy syndromu sztokholmskiego. Kiedy okazuje się, iż jego szef spisał go na straty, Rock postanawia dołączyć do grupy. Pełni w niej rolę tłumacza i negocjatora stroniącego od walki. Ciężko mu zaakceptować metody jakimi posługuje się Revy i często dochodzi między nimi do wymiany zdań na ten temat. Z czasem staje się ważnym członkiem grupy. Pochodzi z Japonii.
Revy (jap. レヴィ Revi)
Niekiedy nazywana również Rebecca (jap. レヴェッカ Revekka), pochodzi z Chin, a dorastała w Chinatown w Nowym Jorku. Revy jest główną siłą ekipy Lagoon Company. Ma około 20 lat i 170 cm. Na jej prawym ramieniu znajduje się tatuaż. Włosy spina z tyłu, a na jej czoło opada grzywka. Zarówno oczy jak i włosy ma w kolorze brązowym. Przez ramiona ma przewieszone dwa pistolety. Nosi czarną bluzkę na ramiączkach i postrzępione, jeansowe szorty z rozpiętym guzikiem, które podtrzymuje pasek. Lubi dobrze wypić, piwo uważa za alkohol dla słabeuszy, jej faworytem jest rum. Świetnie posługuje się bronią palną. Strzela z dwóch broni naraz, dlatego jej pseudonim brzmi "Two-Hand", czyli Dwuręczna. Jej ulubiona broń to Beretta M92FS o kalibrze 9 mm, zrobiona ze stali nierdzewnej.
W wyniku wcześniejszych przeżyć stała się wyjątkowo zawzięta i pokochała zabijanie. Jest zdolna do pozbawienia życia nie tylko wrogów, ale również cywili. Nie odrzuci żadnego wyzwania, niewiele jest osób, które mogą stanąć z nią do wyrównanej walki. Mimo takiego wizerunku, potrafi ukazywać uczucia. Poza tym jest niecierpliwa i narwana, często reaguje emocjonalnie i nie znosi długich negocjacji. Revy jest na ogół bardzo leniwa i wydaje się znudzona, ożywia się dopiero w obliczu niebezpieczeństwa.
Dutch (jap. ダッチ Dacchi)
Afroamerykański dowódca grupy, niewiele wiadomo o jego przeszłości. Jest kapitanem łodzi PT - Black Lagoon. Podejmuje najważniejsze decyzje i przydziela zadania poszczególnym osobom. Stara się dbać o swoją grupę, jest rozsądny i opanowany. W walce posługuje się zwykle swoim rewolwerem S&W Model 29 lub strzelbą Remington 870, świetnie wyszkolony, choć nie aż tak groźny jak Revy. Utrzymuje dobre stosunki z Hotelem Moscow oraz jego przywódczynią, Balalaiką. Walczył w Wietnamie, jednak przed końcem wojny zdezerterował i został najemnikiem.
Benny (jap. ベニー Benī)
Ostatni członek grupy, który podobnie jak Rock stroni od walki. Jest pogodny i pozytywnie nastawiony do świata. Jego głównym zadaniem jest operowanie sprzętem elektronicznym i zdobywanie informacji w sieci. Był studentem uniwersytetu na Florydzie, jednak swoim lekkomyślnym zachowaniem zdołał narobić sobie tam wrogów po stronie FBI oraz mafii i musiał uciekać. Został uratowany przez Revy i na stałe dołączył do grupy. Jest żydowskiego pochodzenia.

## Manga
W styczniowym numerze czasopisma „Gekkan Sunday GX” wydawnictwa Shōgakukan ogłoszono, że autor powrócił do tworzenia mangi; kolejny rozdział mangi ukazał się w lutowym numerze czasopisma wydanym 19 stycznia 2013. Autor ponownie zawiesił wydawanie serii na początku 2014 roku. 
7 kwietnia 2017 roku za pomocą konta Twitter czasopisma „Gekkan Sunday GX” autor mangi, Rei Hiroe, poinformował, że wydawanie mangi zostanie wznowione w czerwcowym numerze czasopisma, które zostanie wydane 19 maja 2017. W sierpniowym numerze czasopisma w 2018 roku poinformowano, że wydawanie mangi zostało ponownie zawieszone, by umożliwić autorowi pracę nad wydaniem 11. tomiku.
| Nr | Język japoński       | Język japoński         | Język polski        | Język polski           |
| Nr | Data wydania         | ISBN                   | Data wydania        | ISBN                   |
| -- | -------------------- | ---------------------- | ------------------- | ---------------------- |
| 1  | 12 grudnia 2002      | ISBN 978-4-09-157201-1 | 1 lipca 2009        | ISBN 978-83-61023-57-9 |
| 2  | 19 lipca 2003        | ISBN 978-4-09-157202-8 | 1 września 2009     | ISBN 978-83-61023-58-6 |
| 3  | 19 kwietnia 2004     | ISBN 978-4-09-157203-5 | 1 czerwca 2010      | ISBN 978-83-61023-59-3 |
| 4  | 19 lipca 2005        | ISBN 978-4-09-157204-2 | 1 października 2010 | ISBN 978-83-61023-60-9 |
| 5  | 17 marca 2006        | ISBN 978-4-09-157020-8 | 1 grudnia 2010      | ISBN 978-83-61023-61-6 |
| 6  | 11 listopada 2006    | ISBN 978-4-09-157075-8 | 1 lutego 2011       | ISBN 978-83-61023-62-3 |
| 7  | 10 października 2007 | ISBN 978-4-09-157113-7 | 1 kwietnia 2011     | ISBN 978-83-61023-63-0 |
| 8  | 19 lipca 2008        | ISBN 978-4-09-157140-3 | 1 czerwca 2011      | ISBN 978-83-61023-64-7 |
| 9  | 19 października 2009 | ISBN 978-4-09-157189-2 | 1 września 2011     | ISBN 978-836-2866-29-8 |
| 10 | 19 maja 2014         | ISBN 978-4-09-157375-9 | 28 sierpnia 2014    | ISBN 978-83-64508-58-5 |
| 11 | 24 listopada 2018    | ISBN 978-4-09-157551-7 | 6 maja 2019         | ISBN 978-83-8096-596-6 |
| 12 | 19 sierpnia 2021     | ISBN 978-4-09-157646-0 | 24 marca 2022       | ISBN 978-83-8242-199-6 |

### Spin-off
W sierpniowym numerze czasopisma „Gekkan Sunday GX” wydawnictwa Shogakukan ogłoszono powstawanie spin-offu mangi. Autorem spin-offu zatytułowanego Black Lagoon: Sōjiya Sawyer kaitai! Gore Gore Musume (jap. BLACK LAGOON　掃除屋ソーヤー解体！ゴアゴア娘 Sōjiya sōyā kaitai! Goagoa musume) jest Tatsuhiko Ida. Pierwszy rozdział ukazał się 19 września 2019 roku.

## Anime
Manga została zaadaptowana na telewizyjny serial anime wyprodukowany przez studio Madhouse. 12-odcinkowa seria była emitowana od 9 kwietnia do 25 czerwca 2006 na antenie Chiba TV, a później również w innych stacjach. Drugi sezon, zatytułowany Black Lagoon: The Second Barrage, również składający się z 12 odcinków, emitowano od 3 października do 19 grudnia 2006. 5-odcinkowa OVA, zatytułowana Roberta’s Blood Trail, została wydana między 17 lipca 2010 a 22 czerwca 2011.
W Polsce seria była emitowana na kanale Hyper.